# RA 180 bis
Die Dampflokomotiven der Gattung 180 bis der Rete Adriatica (RA), später Gattung 552 der Ferrovie dello Stato (FS) waren Schlepptenderlokomotiven, die für den Schnellzugsdienst verwendet wurden.

## Geschichte
Die Lokomotive wurde von Enrico Riva, dem Obermaschineningenieur der Strade Ferrate Meridionali (SFM) entworfen, welche Betreiberin des Rete Adriatica war. Von den ersten 24 Exemplare wurden 1899 je 12 von Breda in Mailand und von Ansaldo in Genua gebaut. Eine Nachbestellung über 12 Lokomotiven wurde in den Jahren 1900 bis 1901 von Breda ausgeführt. Die Lokomotive 1889 wurde auf der Weltausstellung Paris 1900 gezeigt.
Die Lokomotiven der Baureihe 180 bis erlangten ihre Berühmtheit als Zugmaschinen des wöchentlich verkehrenden Schnellzuges The Indian Mail, der Teil der schnellsten Postverbindung zwischen London und Bombay war. Der Zug verkehrte auf dem italienischen Streckenabschnitt mit zwei Lokomotiven der Baureihe 180 bis an der Spitze von Modane durch den Mont-Cenis-Tunnel über Turin–Alessandria–Bologna–Ancona nach Brindisi, wo der Dampfer der Peninsular and Oriental Steam Navigation Company (P&O) die Verbindung nach Alexandria in Ägypten herstellte. In Italien wurde der Zug Valigia delle Indie ‚Indien-Koffer‘ genannt. Er bestand meist aus einem Post- und Gepäckwagen, zwei Schlafwagen und einem Speisewagen. Der Zug erreichte die für die damalige Zeit beachtliche Höchstgeschwindigkeit von 100 km/h.
Die Lokomotiven gingen 1906 an die neu gegründeten FS über. Sie wurden in den prestigeträchtigen Diensten von leistungsfähigeren Lokomotiven mit drei Kuppelachsen abgelöst und in untergeordneten Diensten auf Strecken im Flachland in der Region Venetien eingesetzt. Einige Lokomotiven blieben bis zu den ersten Jahren des Zweiten Weltkriegs im Einsatz.
Die Lokomotive 552.036 ist im Museo della Scienza e della Tecnologia in Mailand ausgestellt und gilt als technisches Kulturdenkmal der Lombardei.

## Technik
Die Baureihe 180 bis ist eine verbesserte Version der Baureihe 180 der Rete Adriatica und gilt als höchste Entwicklungsstufe der damals für Schnellzuglokomotiven verbreiteten Bauart American in Italien. Das Fahrwerk besteht aus zwei Kuppelachsen und einem führenden Drehgestell. Der Antrieb erfolgte über eine Zweizylinder-Naßdampfmaschine, die damals schon an vielen Orten durch Verbundmaschinen abgelöst war. Der Kessel war mit Serve-Siederohre ausgerüstet, die im inneren Stegen zur Verbesserung des Wärmeübergangs aufwiesen – eine Technik, die später wieder verlassen wurde, weil sich die Rohre im Vergleich zu glatten Rohre schneller zusetzten. Auf dem Kessel sitzt hinter dem Dampfdom der eckige Sandkasten der Sandstreueinrichtung. Die Vorräte werden auf einem dreiachsigen Tender mitgeführt, der 10,5 m³ Wasser und vier Tonnen Kohle fasst.